# Dušan Radolský
Dušan Radolský (* 13. listopad 1950) je slovenský fotbalový trenér a bývalý fotbalista.
Krátce působil jako trenér slovenské reprezentace, později úspěšně vedl slovenskou reprezentaci do 21 let, se kterou se kvalifikoval na mistrovství Evropy 2000, kde mužstvo skončilo na čtvrtém místě. Tento tým vedl i na olympiádě v Sydney. Jako trenér Žiliny dovedl své mužstvo do hlavní fáze Poháru UEFA v roce 2008. Delší dobu působil i v Polsku.